# Bob Tutupoly
Bobby „Bob“ Willem Tutupoly (* 13. November 1939 in Surabaya, Provinz Jawa Timur; † 5. Juli 2022) war ein indonesischer Sänger und Liedermacher.
Bereits als 13-Jähriger trat er bei Festivitäten in seiner Heimatstadt in Erscheinung. Tutupoly veröffentlichte ab 1966 zahlreiche Alben in seiner Muttersprache Bahasa Indonesia, übersetzte auch einige seiner Lieder ins Englische oder nahm Coverversionen anderer Interpreten auf.

## Diskographie (Auszug)
- Widuri
- Why Do You Love Me
- Mengapa Tiada Maaf
- Gadis Adam
- Jangan Kau Rayu
- Disana
- Tanpamu
- Langit Biru
- Andaikan
- Hidupku
- Oh Cha Cha Cha
- Rambate Rata Hayo
- Mungkinkah
- Susy Dan Mamanya